# Patrulater ortodiagonal
În geometria plană, un patrulater ortodiagonal este un patrulater cu diagonalele perpendiculare. Există patrulatere convexe ortodiagonale, de exemplu romboizii și trapezele ortodiagonale.

## Proprietăți
Aria unui patrulater ortodiagonal este egală cu semiprodusul lungimilor diagonalelor sale.
{\displaystyle A={\frac {d_{1}\cdot d_{2}}{2}}}
Cazuri particulare de patrulatere ortodiagonale sunt pătratul și rombul.
Teoremă . În orice patrulater ortodiagonal, suma pătratelor a două laturi opuse este egală cu suma pătratelor  celorlalte două laturi opuse.
Cu alte cuvinte dacă laturile consecutive ale patrulaterului sunt a, b, c și d, atunci:
{\displaystyle a^{2}+c^{2}=b^{2}+d^{2}\!\,}
Demonstrația este imediată, se aplică teorema lui Pitagora în cele patru triunghiuri dreptunghice în O, apoi se însumează două câte două relațiile, punctul O fiind punctul de intersecție al diagonalelor patrulaterului.
Observație 1. Un trapez isoscel este ortodiagonal dacă și numai dacă înălțimea este media aritmetică a bazelor trapezului.
{\displaystyle h={\frac {B+b}{2}}} => aria trapezului: {\displaystyle A={\frac {(B+b)^{2}}{4}}}
Observație 2. Un trapez dreptunghic este ortodiagonal dacă și numai dacă înălțimea este media geometrică a bazelor trapezului.
{\displaystyle h={\sqrt {B\cdot b}}}